# Manas-Bastanous
Manas-Bastanous (gaskognisch: Manàs e Bastanós) ist eine französische Gemeinde mit 83 Einwohnern (Stand 1. Januar 2022) im Département Gers in der Region Okzitanien (bis 2015 Midi-Pyrénées); sie gehört zum Arrondissement Mirande und zum Gemeindeverband Astarac Arros en Gascogne. Die Bewohner nennen sich Manassois/Manassoises.

## Geografie
Manas-Bastanous liegt rund 16 Kilometer südsüdwestlich von Mirande und 28 Kilometer nordöstlich von Tarbes im Süden des Départements Gers an der Grenze zum Département Hautes-Pyrénées. Die Gemeinde besteht aus Weilern, zahlreichen Streusiedlungen und Einzelgehöften. Die Osse markiert die westliche Gemeindegrenze. Nachbargemeinden sind Mont-de-Marrast im Norden, Barcugnan im Osten, Fontrailles (im Département Hautes-Pyrénées) im Süden sowie Sarraguzan im Westen.

## Geschichte
Im Mittelalter lagen die ehemaligen drei Gemeinden Arroux, Bastanous und Manas in der Kastlanei Moncassin der Grafschaft Astarac in der historischen Landschaft Gascogne und teilten deren Schicksal. Arroux, Bastanous und Manas gehörten von 1793 bis 1801 zum District Mirande. Ab 1801 waren die Gemeinden dem Arrondissement Mirande zugeteilt und gehörten von 1793 bis 2015 zum Wahlkreis (Kanton) Miélan. Im Jahr 1822 vereinigten sich die Gemeinden Arroux (1821: 67 Einwohner), Bastanous (1821: 176 Einwohner) und Manas (1821: 142 Einwohner) zur heutigen Gemeinde.

## Bevölkerungsentwicklung
| Jahr                       | 1962 | 1968 | 1975 | 1982 | 1990 | 1999 | 2006 | 2011 | 2020 |
| Einwohner                  | 142  | 139  | 137  | 125  | 122  | 105  | 111  | 88   | 82   |
| Quellen: Cassini und INSEE |      |      |      |      |      |      |      |      |      |

## Sehenswürdigkeiten
- Kirche Notre-Dame-de-l’Assomption in Manas
- Kirche Saint-Barthélémy in Bastanous
- Kapelle von Aroux in Aroux (auch als Kirche Notre-Dame-de-l’Assomption-de-la-Vierge bekannt)
- drei Wegkreuze
- Denkmal für die Gefallenen[3]

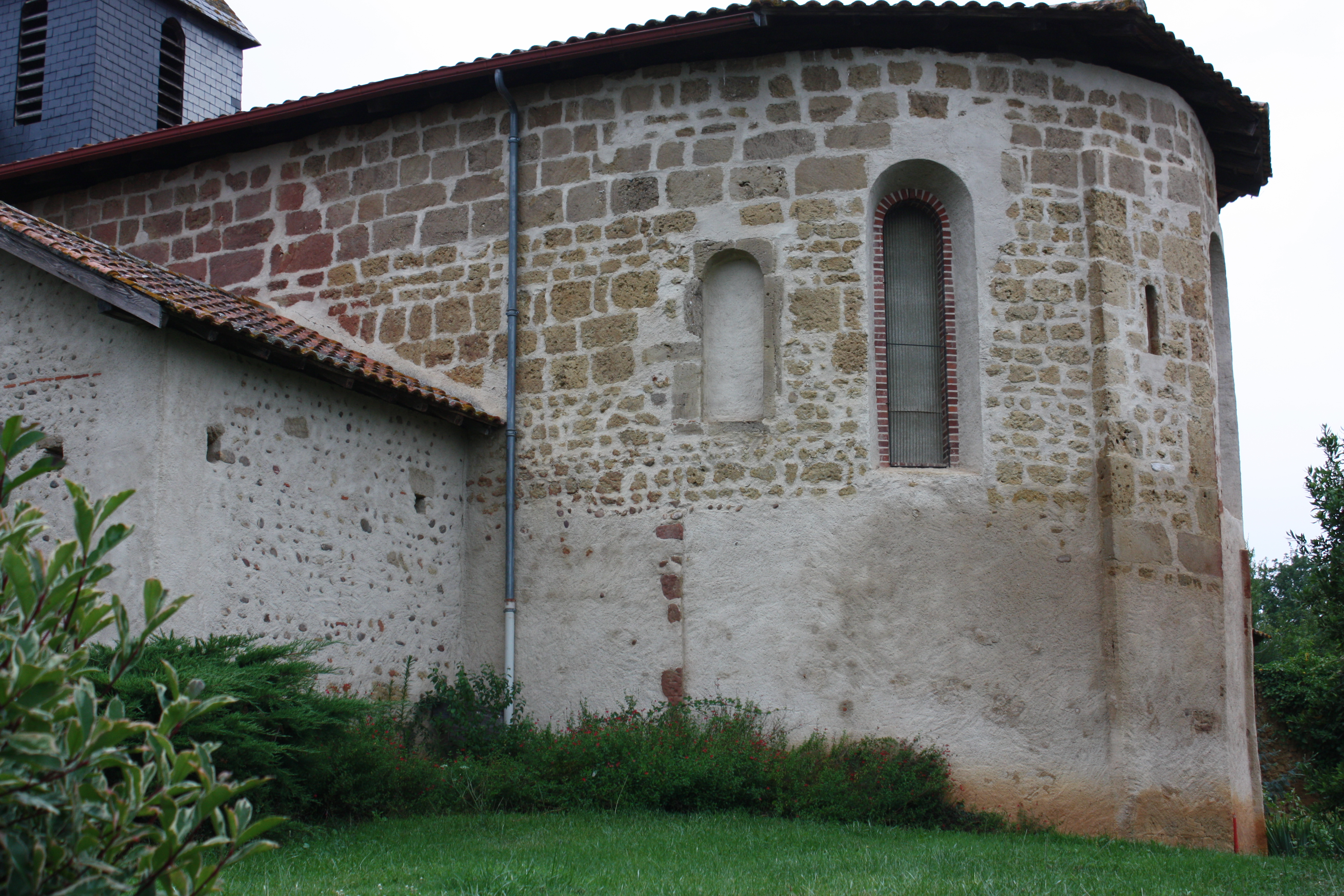
Kirche Notre-Dame-de-l’Assomption
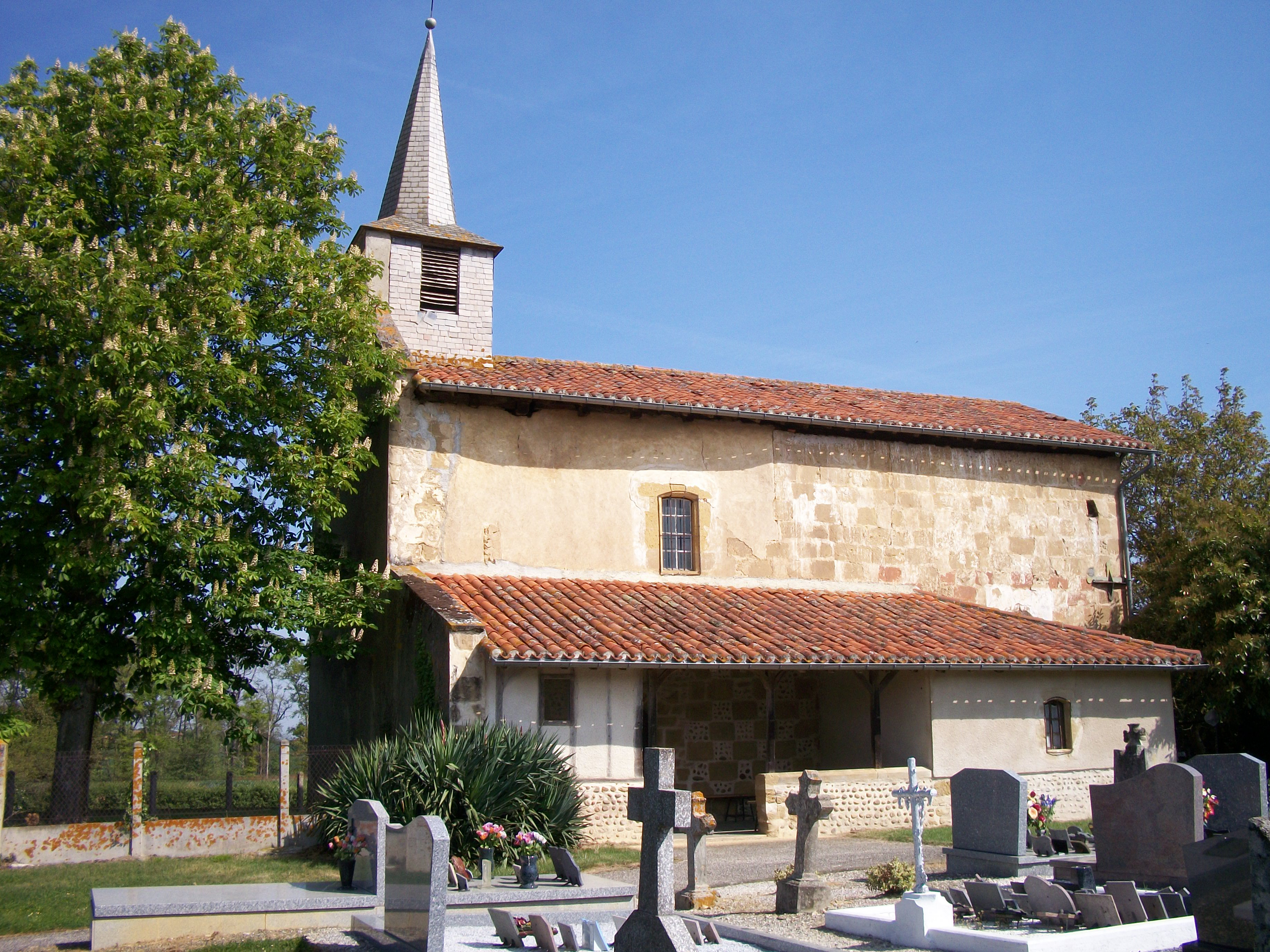
Kirche Saint-Barthélémy in Bastanous
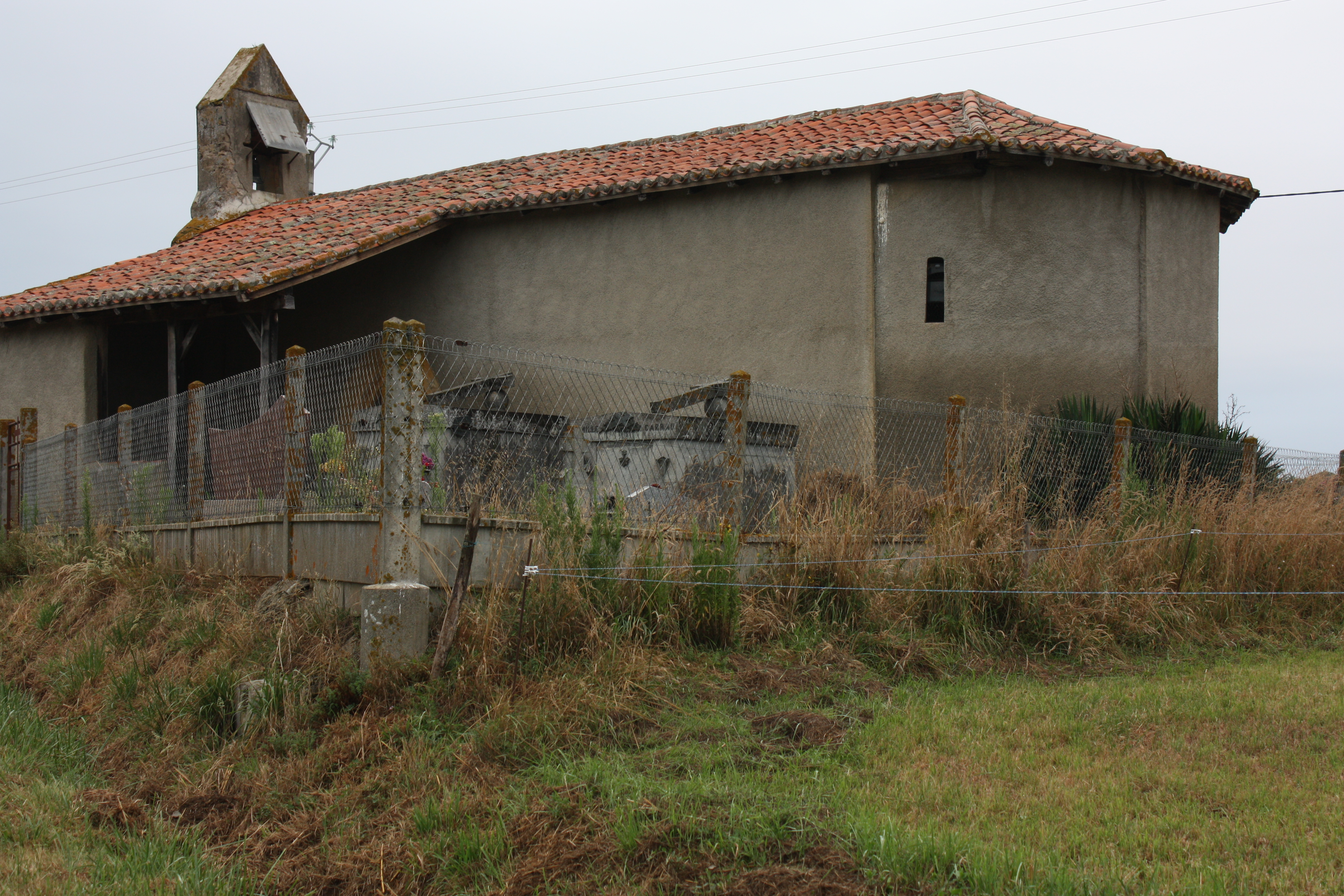
Kirche in Aroux
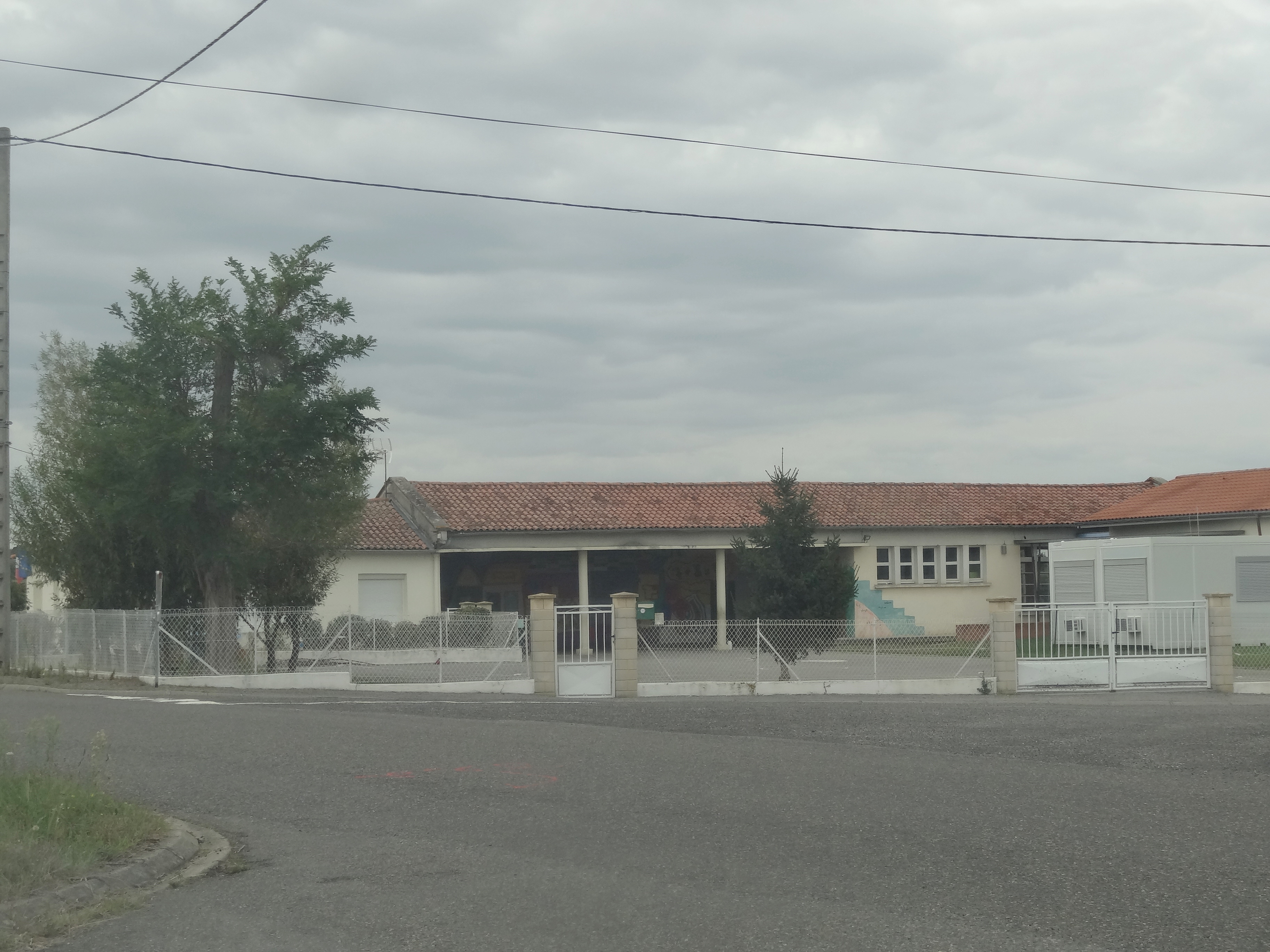
Rathaus (Mairie) und Schule
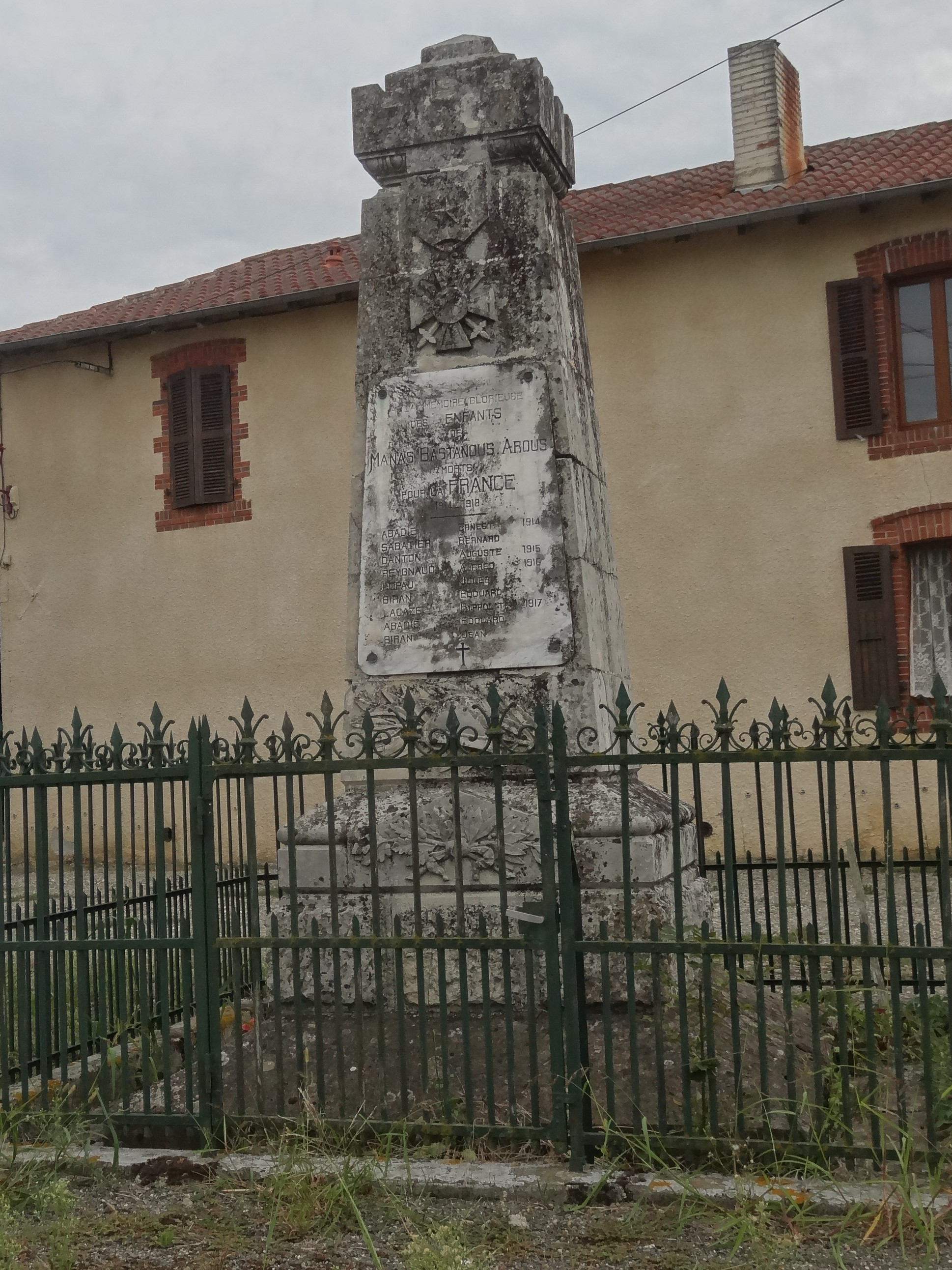
Denkmal für die Gefallenen

## Verkehr
Die wichtigste überregionale Verbindung ist die D939. Die für die Gemeinde wichtigsten regionalen Verkehrsverbindungen sind die D145 und die D567.